# Stockholms stads arbetsinrättning
Stockholms stads arbetsinrättning, ursprungligen Stockholms stads allmänna arbetshus, var Stockholms stads arbetsanstalt för stadens arbetslösa befolkning. Den öppnades 1844 i stadsdelen Södermalm och ägde bestånd till 1927, då den omvandlades till Högalids vårdhem. 

## Dihlströmska inrättningen

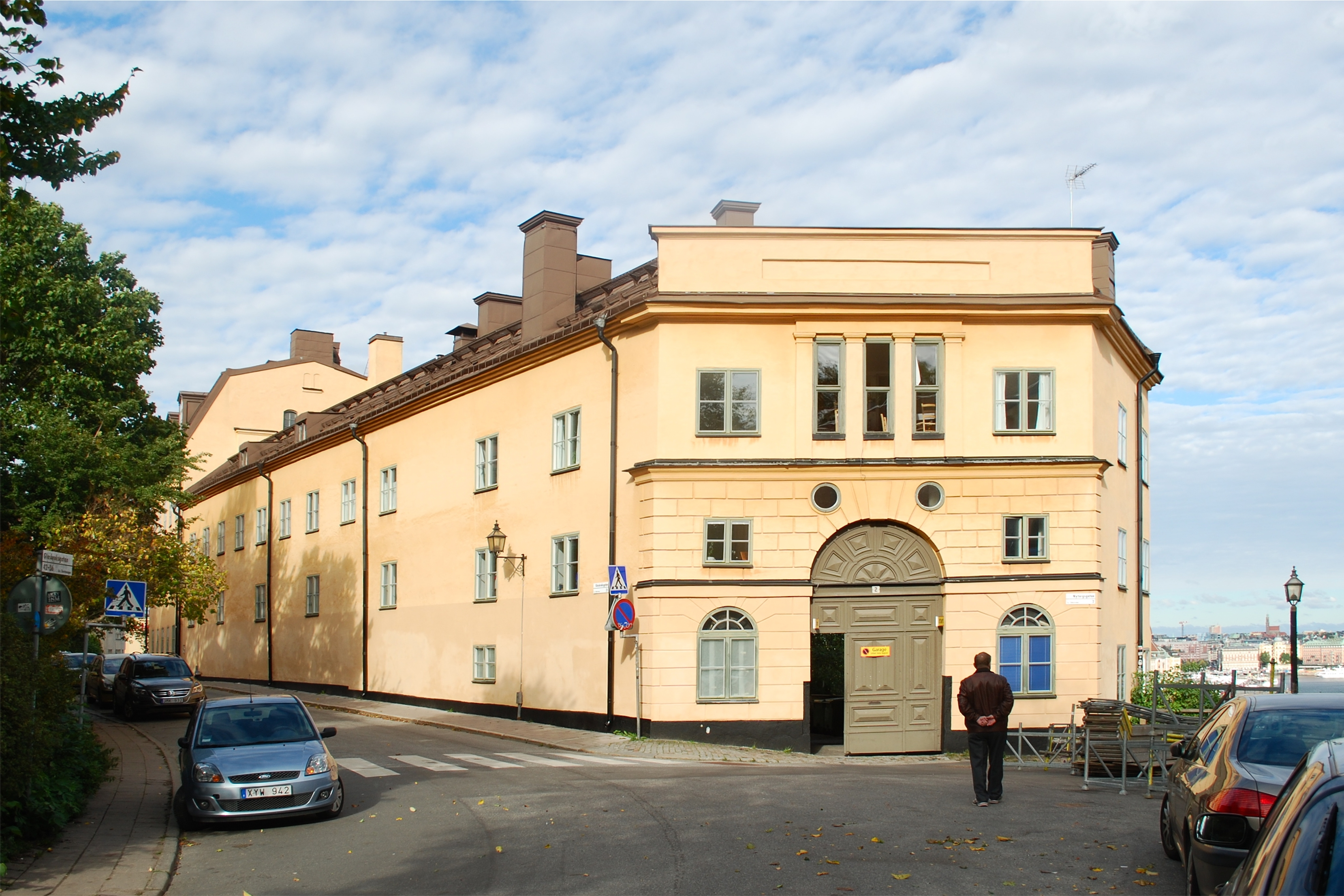
Den forna Dihlströmska inrättningen i kvarteret Dihlströms vid Glasbruksgatan

År 1844 öppnades Stockholms stads allmänna arbetshus på Södermalm som en gemensam arbetsanstalt för hela stadens arbetslösa befolkning. Man hade köpt in fabrikören Per Christian Dihlströms gamla klädesfabrik vid Stora Glasbruksgatan för ändamålet. Fabrikens tidigare namn levde vidare och anläggningen kallades fortsatt för Dihlströms.
Majoriteten av fattighjonen på inrättningen var män. De flesta var frivilliga, men där fanns även personer dömda för lösdriveri samt de så kallade skuldisterna vilka stod i skuld till fattigvården. 1855 ändrades namnet till Stockholms stads södra arbets- och försörjningsinrättning då man i allt större utsträckning kommit att ta emot så kallade försörjningshjon från de södra församlingarna. Arbetsinrättningen var ursprungligen avsedd för 150 män och 50 kvinnor, men antalet inskrivna växte efterhand och 1863 räknade man med totalt 414 hjon. 
År 1864 ändrades det officiella namnet till Stockholms stads arbetsinrättning i och med att själva försörjningsdelen flyttades till Grubbens på Kungsholmen. Missförhållandena fortsatte i den osunda och trånga anläggningen under resterande del av 1800-talet. Det skulle dröja till 1902 innan beslut fattades i stadsfullmäktige om en ny anläggning, delvis framtvingat av Katarinavägens framdragande, vilket krävde rivningar i inrättningen.

## Nya arbetsinrättningen vid Maria Bangata

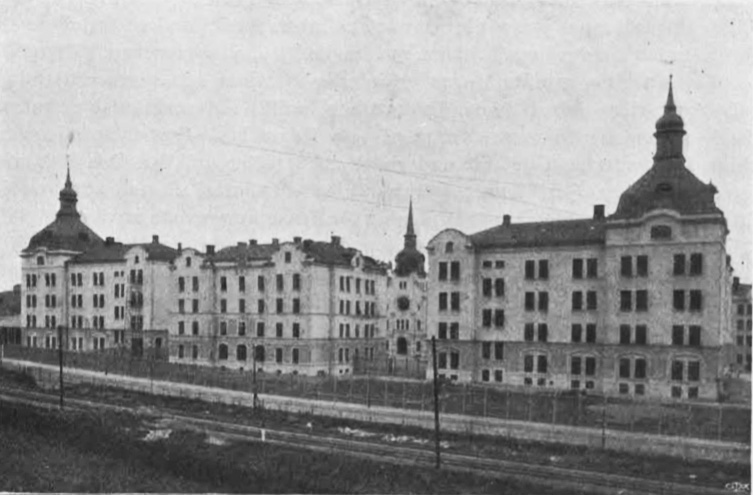
Nya arbetsinrättningen vid Maria Bangata

I kvarteren Skarpskytten och Musköten utmed Maria Bangata uppfördes 1902-1905 en kasernliknande anläggning att rymma 1425 hjon. Anläggningen beskrevs av samtiden som en mönsteranstalt utan motsvarighet i Skandinavien. De frivilligt intagna sysselsattes mot en blygsam timpenning med diverse handräckning eller i anstaltens verkstäder, där de bland annat band kvastar till den kommunala gatsopningen.
I inrättningen blandades till en början alkoholister, kroppsligt sjuka och mentalsjuka. 1926 inrättades en särskild vårdhemsavdelning varmed arbetsinrättningen bytte namn till Vårdhemmet Högalid. Vårdhemmet ägde bestånd till slutet av 1960-talet varefter byggnaderna revs för att ge plats åt bostäder i Drakenbergsområdet.